# Scoparia minusculalis
Scoparia minusculalis là một loài bướm đêm trong họ Crambidae.